# Радничка затворена арена
Радничка затворена арена у Пекингу, познат и као Workers' Gymnasium, (поједностављен кинески језик: 北京工人体育馆, поједностављен кинески језик: 北京工人體育館, пињин: Běijīng gōngrén tǐyùguǎn) налази се у пекиншком округу Чаојанг, западно од Радничког стадиона. Свечано је отворен 1961. за 26. Светско првенство у стоном тенису.
Спортска дворана изграђена је 1961. године за домаћинство 26. Светског првенства у стоном тенису. До 2008. године реновирана је и била је домаћин такмичења у боксу током Летњих олимпијских игара 2008. и такмичења у џудоу током Летњих параолимпијских игара 2008. године. То је једно од 11 локација обновљених за Олимпијске игре.

## Значајни догађаји
- 21. и 22. октобар 1981.: Жан Мишел Жар, први западни музичар који је наступио у Кини.
- 10. април 1985.: Wham!, први западни бенд који је наступио у Кини.
- 19. фебруар 1995.: Roxette – турнеја Crash! Boom! Bang! Tour[1]
- 4. децембар 1998.: Рики Мартин – Свјетска турнеја 'Vuelve World Tour'
- 1. фебруар 2000.: 2000 H.O.T. Концерт уживо у Пекингу[2]
- 31. март 2004.: Deep Purple
- 7. март 2005.: Нора Џоунс – турнеја Norah Jones & The Handsome Band Tour
- 1. новембар 2008.: Kanje Vest – турнеја турнеја Glow in the Dark Tour[3]
- 1. децембар 2008.: Kajli Minog – турнеја KylieX2008
- 6. април 2011.: Боб Дилан – турнеја Never Ending Tour 2011
- 4. новембар 2013.: OneRepublic – турнеја Native Tour
- 9. новембар 2013.: T-ara 2013 Showcase Live in Beijing[4]
- 10. јул 2014.: Џеси Џеј
- 10. јануар 2015.: Winner (band) WWIC 2015
- 30. октобар 2015.: Витас – 15 Years With You – турнеја по Кини 2015.
- 16. април 2016.: Road FC 30
- 14. август 2016.: Scorpions – турнеја Get Your Sting and Blackout World Tour
- 2. септембар 2017.: Black Panther (band) – концерт Hei Bao 30 Years Anniversary Concert